# Jan Sanytrník
Jan Sanytrník (19. července 1966 – 31. srpna 1999) byl český fotbalový útočník. Po ukončení hráčské kariéry v Bohemians Praha 1905 roku 1997 zde pracoval jako sekretář.
Začátkem září 1999 byl nalezen mrtev v Michelském lese, ležel na zádech a v hrudníku měl zabodnutý nůž.

## Fotbalová kariéra
V československé a české lize hrál za Bohemians Praha a SKP Union Cheb. Nastoupil celkem ve 101 ligových utkáních a dal 22 gólů. Ve nižší soutěži hrál za SK Dynamo České Budějovice, VTJ Tábor, VTJ Karlovy Vary, SC Xaverov Horní Počernice a FK Arsenal Česká Lípa.

## Ligová bilance
| Ročník                                   | Zápasy | Góly | Klub            |
| ---------------------------------------- | ------ | ---- | --------------- |
| 1. československá fotbalová liga 1990/91 | 27     | 8    | Bohemians Praha |
| 1. československá fotbalová liga 1991/92 | 15     | 2    | Bohemians Praha |
| 1. československá fotbalová liga 1991/92 | 6      | 3    | SKP Union Cheb  |
| 1. československá fotbalová liga 1992/93 | 27     | 4    | Bohemians Praha |
| 1. česká fotbalová liga 1993/94          | 25     | 5    | Bohemians Praha |
| 1. česká fotbalová liga 1996/97          | 1      | 0    | Bohemians Praha |
| CELKEM                                   | 101    | 22   |                 |